# 氯化三(三苯基胂)合铑(I)
氯化三(三苯基胂)合铑(I)是一种配位化合物，化学式为RhCl(AsPh3)3，其中Ph表示苯基。它是氯化三(三苯基膦)合铑(I)的胂类似物。
它可由双(乙烯)氯化铑(I)二聚体和三苯基胂在热的甲醇中反应得到。它和硫或硒反应，可以得到{RhE2Cl(AsPh3)}n（E=S，棕色；E=Se，棕黑色）。它和羰基硫反应，得到羰基配合物：
RhCl(AsPh3)3 + COS → Rh(CO)Cl(AsPh3)2 + SAsPh3